# Şedā Poshteh
Şedā Poshteh (persiska: صدا پشته) är en ort i Iran.   Den ligger i provinsen Gilan, i den norra delen av landet, 210 km nordväst om huvudstaden Teheran. Antalet invånare är 447.
Terrängen runt Şedā Poshteh är huvudsakligen platt, men söderut är den kuperad. Runt Şedā Poshteh är det ganska tätbefolkat, med 155 invånare per kvadratkilometer. Närmaste större samhälle är Lāhījān, 7,5 km söder om Şedā Poshteh. Trakten runt Şedā Poshteh består till största delen av jordbruksmark.